# تشهار برج (دوراهي)
تشهار برج (بالفارسية: چهاربرج) هي قرية تقع في إيران في قسم درواهي الريفي. يقدر عدد سكانها بـ 1,253 نسمة .